# Christiane Ritter (Autorin)
Christiane Ritter, geborene Christiane Knoll, (* 13. Juli 1897 in Karlsbad; † 29. Dezember 2000 in Wien) war eine österreichische Malerin und Autorin.

## Leben
Ritters Urgroßvater war der Gründer der Porzellanmanufaktur Carl Knoll in Fischern bei Karlsbad, ihr Vater Rechtsanwalt und die Mutter musisch vielseitig begabt. Zunächst wollte sie die Laufbahn einer Tänzerin einschlagen, doch dann erwachte ihr Interesse an den bildenden Künsten. Ihre Grundlagen als Malerin und Illustratorin wurden auf verschiedenen Schulen in München, Wien und Berlin gelegt.
Im Alter von 20 Jahren heiratete sie Hermann Ritter (1891–1968), der gerade sein Schiffsoffizierspatent in der Tasche hatte. Kurze Zeit später kam ihre Tochter Karin zur Welt. Ritter verbrachte ein Jahr in einer einsamen Hütte auf Spitzbergen, fernab jeder Zivilisation. 
Per Schiff landete sie im Sommer 1934 in Ny-Ålesund und begab sich, begleitet von ihrem Mann, nach Gråhuken, dem nördlichsten Punkt von Andrée-Land, im Norden Spitzbergens zwischen Woodfjorden und Wijdefjorden. Hier verbrachte sie den Winter weitgehend auf sich allein gestellt, während ihr Mann oft tagelang auf der Jagd war, und blieb bis zum Sommer 1935. Ritters Buch über ihre Zeit auf Spitzbergen, Eine Frau erlebt die Polarnacht, in dem auch einige ihrer Bilder aus dieser Zeit reproduziert sind, wurde in neun Sprachen übersetzt. Es gehört zu den Standardwerken der deutschsprachigen Polarliteratur und wird bis heute verlegt. Jürgen Domian erwähnt das Buch in seinem Roman Dämonen.
Während bis zu dieser Zeit Expeditionen und andere Aufenthalte in der Arktis meist nur als extrem entbehrungsreich und strapaziös geschildert wurden, gelang es Ritter, den Wert der arktischen Natur für den Menschen und dessen Psyche zu schildern. Nachvollziehbar berichtet sie über ihre eigene Veränderung während des Aufenthaltes im hohen Norden.
Nach dem Zweiten Weltkrieg übersiedelte die Familie nach Leoben in der Steiermark. 1985 zog Christiane Ritter nach Wien. Hier starb sie 103-jährig und wurde auf dem Grinzinger Friedhof (Gruppe 28, Reihe 3, Nummer 8) bestattet.

## Werke
- Eine Frau erlebt die Polarnacht. 1. Auflage. Propyläen-Verlag, Berlin 1938.
- Eine Frau erlebt die Polarnacht. 22. Auflage. Ullstein, Berlin 2009, ISBN 978-3-548-37284-6.
- Fremdsprachige Ausgaben, zum Teil bis in die Gegenwart mehrfach neu aufgelegt: 1952 Paris, 1954 New York, 1956 London, 1964 Mexiko, 1966 Bratislava, 1966 Budapest, 1967 Sofia, 2010 Vancouver u. a., 2018 Amsterdam, 2020 Prag,[2] 2020 Rovoreto.